# Beacon Explorer C
Il Beacon Explorer C (BE C), a volte citato anche come Explorer 27 o BE-3, è un satellite della NASA, lanciato il 10 ottobre 1964 dalla base aerea Wallops e non più operativo dal gennaio 1970. Il BE C faceva parte del Programma Explorer e fu messo in orbita con lo scopo principale di studiare la ionosfera.

## Obiettivi
Nel dettaglio, lo scopo principale della missione del Beacon Explorer C era quello di realizzare osservazioni su scala mondiale del contenuto totale di elettroni tra la superficie terrestre e la posizione del satellite stesso. Altri scopi erano, poi, quello di ricavare dati con cui studiare nel dettaglio la forma della Terra misurando le variazioni del suo campo gravitazionale e quello di sperimentare l'utilizzo di un magnetometro a tre assi e di sensori solari per ricevere informazioni sul periodo di rotazione del satellite e sul suo controllo d'assetto.

## Struttura
Il satellite fu progettato e costruito dall'Applied Physics Laboratory dell'Università Johns Hopkins.
Il veicolo, del peso di 60,8 kg, ha la forma di un tronco di piramide a otto facce laterali alla cui base era agganciato un altro prisma retto avente anch'esso otto facce laterali. Da tale corpo centrale partono quattro pannelli solari disposti a croce che alimentavano il satellite.

## Strumentazione
Oltre ai già citati sensori solari e al magnetometro a tre assi, il satellite è dotato di altri strumenti tra cui alcuni utili a portare a termine il proprio compito principale. Questi sono due sonde di Langmuir, utilizzate per misurare la densità di elettroni e la temperatura, che si estendevano fino a circa 35 cm dal corpo del stellite, e un radiofaro che emetteva un segnale piano-polarizzato alle frequenze di 20,005 MHz, 40,010 MHz, 41,010 MHz e 360,090 MHz; analizzando, al momento della ricezione a terra, le rotazioni attorno al piano di polarizzazione subite dai tre segnali a frequenza più bassa a causa della concentrazione degli elettroni, era possibile stimare il valore di quest'ultima.
Sul satellite non sono presenti registratori a nastro, così le prestazioni del satellite e i dati provenienti dalle sonde elettrostatiche potevano essere osservati solamente quando il satellite arrivava a portata di una delle stazioni telemetriche a terra, ed erano presenti invece due trasmettitori che operavano continuativamente alle frequenze di 162 e 324 MHz per permettere il preciso tracciamento del satellite, volto all'utilizzo in studi di geodetica e di navigazione, alle stazioni riceventi del "Tranet Doppler Network".

## Lancio e operatività
Il Beacon Explorer C fu lanciato il 29 aprile 1965 dalla base di lancio Wallops grazie a un razzo vettore Scout X-4.
Una volta messo in orbita, in particolare in un'orbita terrestre bassa, il satellite era inizialmente stabilizzato utilizzando la tecnica di stabilizzazione di spin, una tecnica di stabilizzazione passiva nella quale l'intero veicolo ruota su se stesso in modo che il suo vettore di momento angolare rimanga pressoché fissato nello spazio inerziale. Il movimento di rotazione è stabile se il satellite gira attorno all'asse che ha momento d'inerzia massimo. Con l'apertura dei pannelli solari, il satellite fu decentrato dal suo asse di rotazione, la seguente ristabilizzazione orientò l'asse di simmetria del satellite con il campo magnetico locale per mezzo di una barra magnetica piuttosto potente e di assi di smorzamento. Come detto, le informazioni sulla frequenza di rotazione del satellite e sul suo assetto venivano ottenute grazie a sensori solari e a un magnetometro a tre assi.
Il radiofaro del Beacon Explorer C fu spento il maggio 1968 ma, a causa del malfunzionamento del radiofaro del Beacon Explorer B, lanciato il 10 ottobre 1964, che smise di operare nel gennaio 1970, esso fu riacceso il 13 febbraio 1970 per poi essere definitivamente spento il 20 luglio 1973 in quanto c'era il rischio che i suoi segnali interferissero con quelli di altri satelliti lanciati nel frattempo e di maggior importanza.
Ancora oggi il riflettore laser del BE-C viene utilizzato per monitorare e prevedere i cambiamenti a lungo termine nel campo gravitazionale terrestre dovuti a variazioni nella distribuzione della massa all'interno della Terra. Tali cambiamenti producono perturbazioni orbitali rilevabili nei satelliti che dipendono dall'altitudine a cui si trova il satellite e dall'inclinazione dell'orbita di questo. Poiché la maggior parte dei più moderni satelliti geodetici orbitano con un'inclinazione compresa tra 50 e 110 gradi, il Beacon Explorer C, con la sua orbita avente un'inclinazione di circa 41°, è l'unico obbiettivo dotato di riflettore laser e di bassa inclinazione ad essere disponibile e consente di estendere lo spettro di inclinazioni da tenere sotto osservazione.